# Targowischte

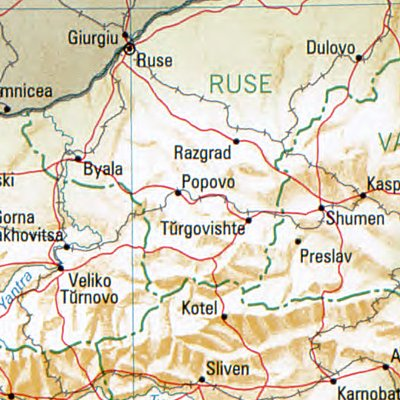
Targowischte – Bulgarien – Nachbarorte: Popowo, Schumen, Kotel, Weliko Tarnowo, Bjala, Russe, Rasgrad, Dulowo, Preslaw, Karnobat, Sliwen

Targowischte [tɤrˈɡɔviʃtɛ] (bulgarisch Търговище) ist eine Stadt in Ostbulgarien. Sie ist das administrative Zentrum der Oblast Targowischte.
Der alte, türkische Name von Targowischte war Eski Cuma (bulg. Ески Джумая; Eski Dschumaja, zu Deutsch: Alter Markt).

## Gemeinde
Targowischte ist auch das administrative Zentrum der gleichnamigen Gemeinde Targowischte.

## Lage
Targowischte liegt ca. 40 km westlich von Schumen, 340 km nordöstlich von Sofia und 25 km nordwestlich von Weliki Preslaw.

## Geschichte

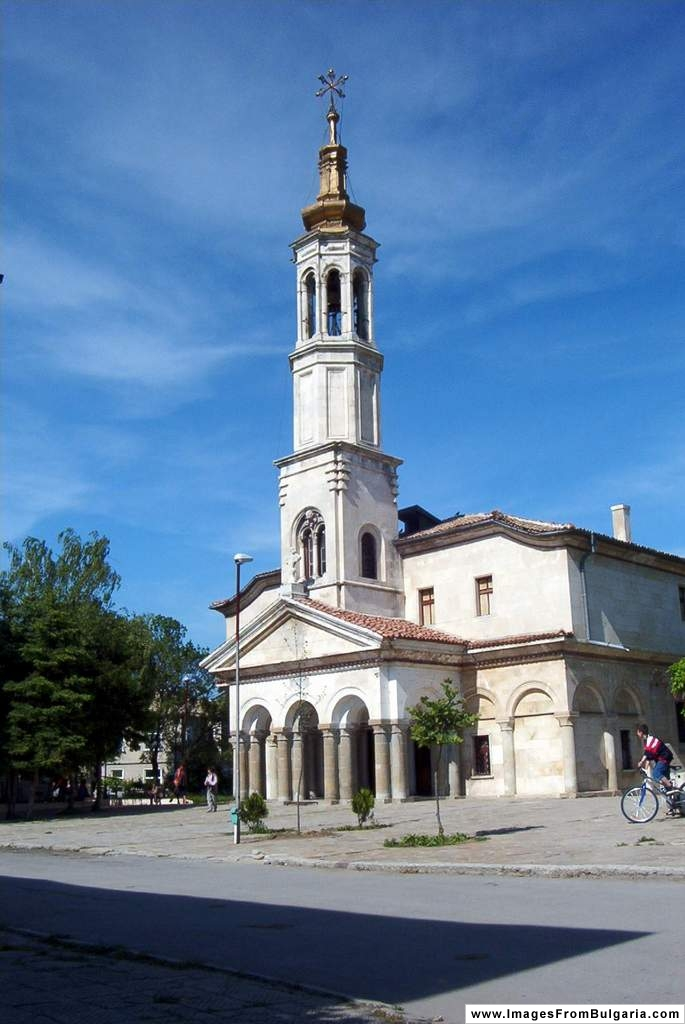
Kirche Uspenie Bogorodichno

Archäologische Funde aus der Kupfersteinzeit (5./4. Jahrtausend v. Chr.) bezeugen die lange Siedlungsgeschichte dieser Region. In der Umgebung der Stadt wurden Reste thrakischer Siedlungen aus dem 5.–3. Jahrhundert v. Chr., Reste römischer Siedlungen aus der Zeit des Römischen Reiches (2.–4. Jahrhundert n. Chr.) sowie Reste byzantinischer Siedlungen und Festungen (5.–6. Jahrhundert n. Chr.) gefunden. Auch die Reste einer Siedlung aus dem Ersten Bulgarischen Reich (Festung Sborischte – bulg. Сборище) und eine Siedlung und Festung aus dem Zweiten Bulgarischen Reich wurden gefunden.
Im Steuerregister des Osmanischen Reiches aus dem Jahre 1573 wurde zum ersten Mal der alte türkische Name Eski Cuma erwähnt. 1658 wurde Eski Cuma Verwaltungszentrum der Region.
Für die Stadt endete die osmanische Herrschaft am 9. Januar 1878 mit dem Russisch-Türkischen Krieg. Dieser Tag (nach neuem Kalender der 29. Januar) wird jährlich in der Stadt gefeiert.
1934 wurde die Stadt in Targowischte umbenannt.
In der Stadt gibt es eine Frühjahrsmesse und eine Industrieausstellung. Sie ist seit 2005 Namensgeber für den Targowischte-Gletscher auf Greenwich Island in der Antarktis.

## Kultur und Sehenswürdigkeiten
- St.-Mariä-Himmelfahrt-Kirche
- St.-Iwan-Rilski-Kirche

## Persönlichkeiten

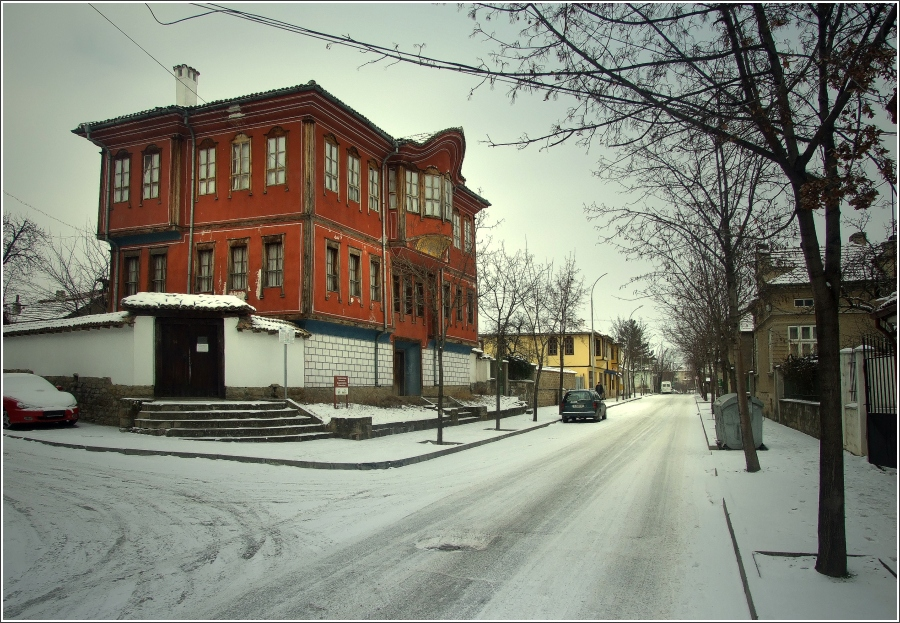
Hadschiangelow-Haus

- Titko Tschernokolew (1910–1965), Politiker
- Antoaneta Kostadinowa (* 1986), Sportschützin

## Städtepartnerschaften
- Cottbus, Deutschland
- Kozani, Griechenland

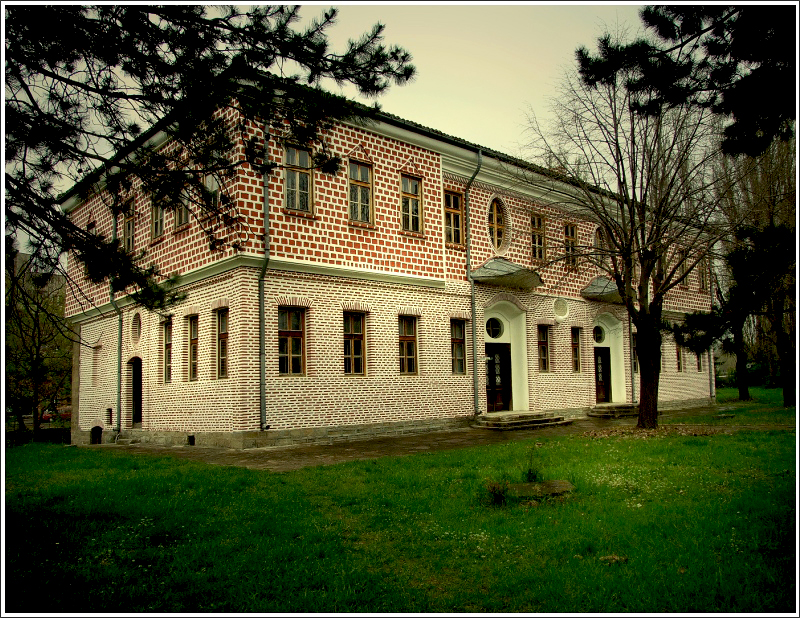
Slawejkow-Schule

- Santa Maria da Feira, Portugal
- Smolensk, Russland
- Suresnes, Frankreich
- Târgoviște, Rumänien
- Waterloo, USA